# Delphacodes capnodes
Delphacodes capnodes är en insektsart som först beskrevs av Scott 1870.  Delphacodes capnodes ingår i släktet Delphacodes och familjen sporrstritar. Enligt den finländska rödlistan är arten nära hotad i Finland. Arten är reproducerande i Sverige. Artens livsmiljö är öppna fattigkärr. Inga underarter finns listade i Catalogue of Life.